# Senegambische Steinkreise

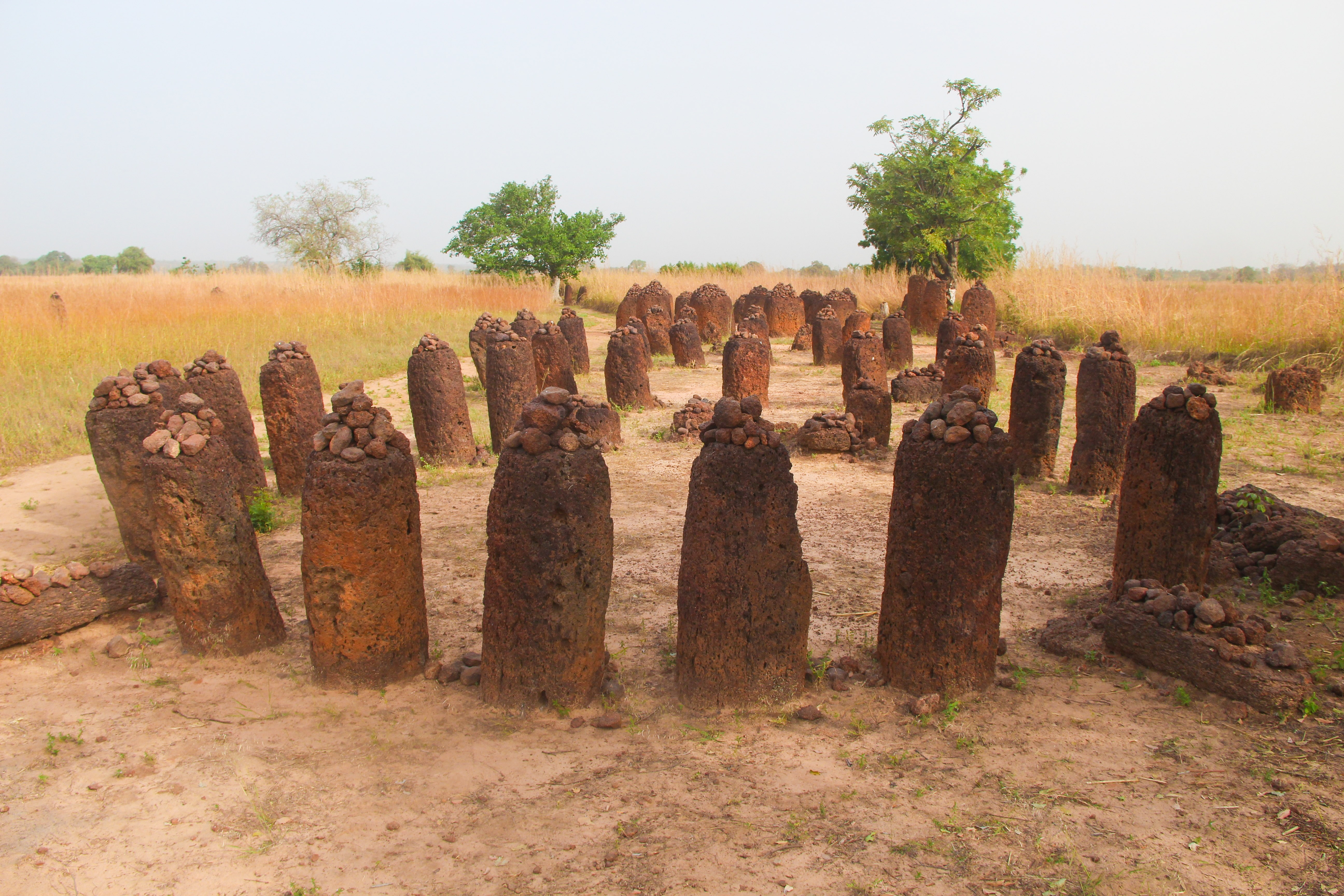
Steinkreis bei Wassu, Gambia

Die Senegambischen Steinkreise sind Steinkreise in den westafrikanischen Staaten Gambia und Senegal.
Am 12. Juli 2006 wurden vier Gruppen dieser Steinkreise unter dem Titel Steinkreise von Senegambia in das UNESCO-Welterbe aufgenommen.

## Lage

Megalithische Zone im Süden Senegambias mit den vier ins Welterbe aufgenommenen Steinkreisgruppen

Die Steinkreise liegen im Süden der historischen Region Senegambia, nach der sie benannt sind. Dort lag im Ostteil Gambias und den nördlich angrenzenden Bereichen Senegals ein Verbreitungsgebiet einer Megalithkultur. Der größte Teil der Steinkreise, insgesamt mehr als 1000, liegen in einem Band von 100 Kilometer Breite und 350 Kilometer Länge entlang des Flusses Gambia. Ähnliche Steinkreise sind auch im Süden Senegals bis hin nach Guinea bekannt.

## Geschichte
Die Steinkreise entstanden zwischen dem 3. Jahrhundert vor Christus und dem 16. Jahrhundert nach Christus.
Historiker gehen davon aus, dass die Serer die Erbauer waren. Diese Hypothese beruht auf der Tatsache, dass die Serer noch immer Grabhäuser wie die in Wanar verwendeten.

## Beschreibung
Als Material für die Steinkreise diente Laterit, ein rotbraunes hämatithaltiges Gestein. Es wurde mit Werkzeugen zu zylindrischen oder mehreckigen Säulen von etwa zwei Metern Höhe bearbeitet. Jeweils acht bis vierzehn dieser Steinsäulen sind in einem Kreis von etwa vier bis acht Metern aufgestellt.
Durch die Verwendung behauener Steine unterscheiden sich die Senegambischen Steinkreise von den meisten anderen megalithischen Steinkreisen, die in der Regel aus unbehauenen Steinen (z. B. Findlingen) bestehen.

## Unvollständige Liste von Steinkreisen

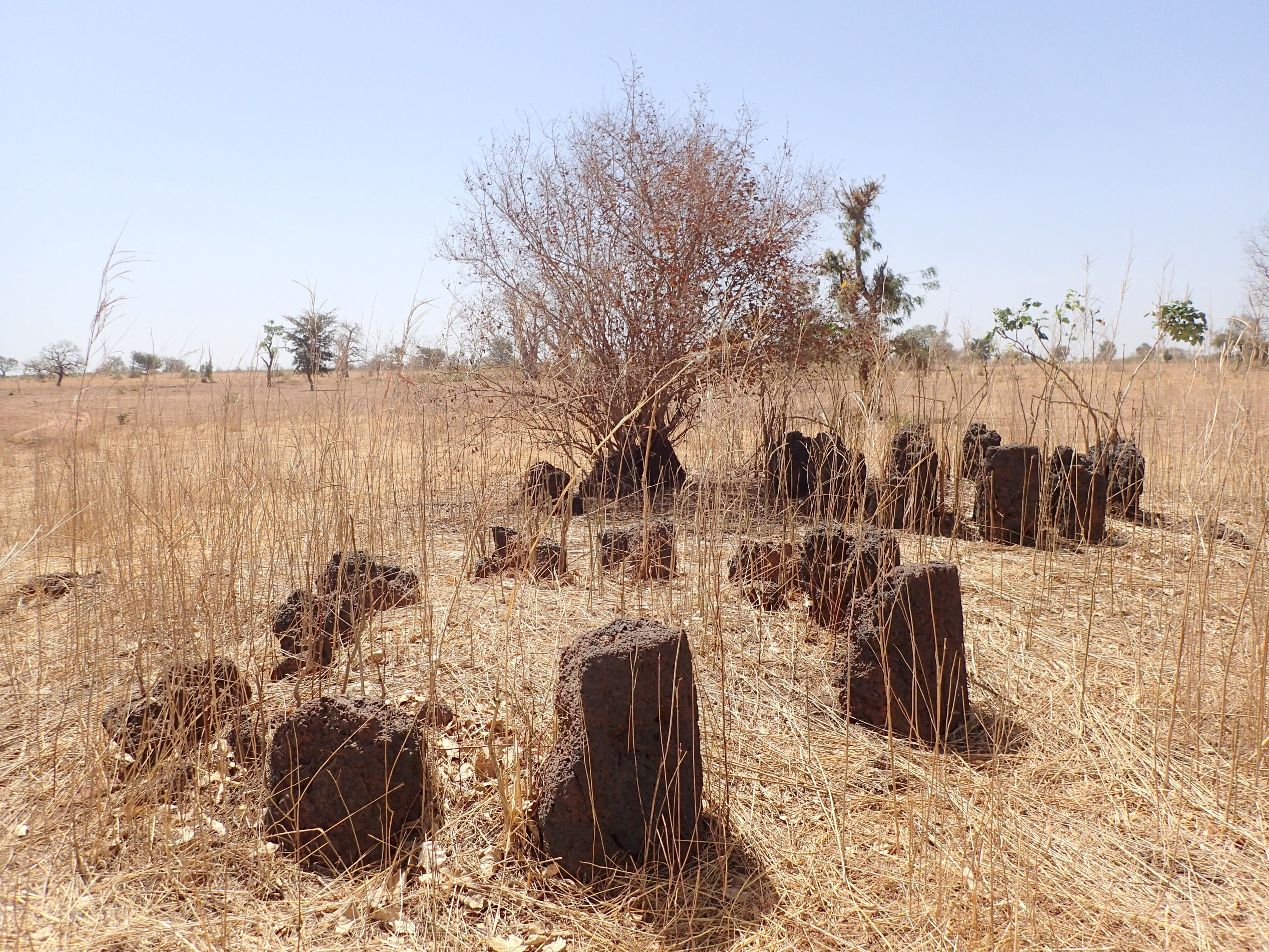
Steinkreis bei Dialla Kouna

- Steinkreise von Dialla Kouna, bei Dialla Kouna, Senegal
- Steinkreise von Farafenni, bei Farafenni, Gambia
- Steinkreise von Garan
- Steinkreise von Kabakoto, bei Kabakoto, Senegal
- Steinkreise von Kau-ur, bei Kau-ur, Gambia
- Steinkreise von Kaymor, bei Kaymor, Senegal
- Steinkreise von Kerr Batch, bei Kerr Batch, Gambia (Welterbebestandteil)
- Steinkreise von Kerr Jabel
- Steinkreise von Keur Bakary
- Steinkreise von Keur Bamba bei Keur Bamba, Senegal
- Steinkreise von Keur Katim Diama
- Steinkreise von Kuntaur Fulla Kunda, bei Kuntaur, Gambia
- Steinkreise von Lamin Koto, bei Lamin Koto, Gambia

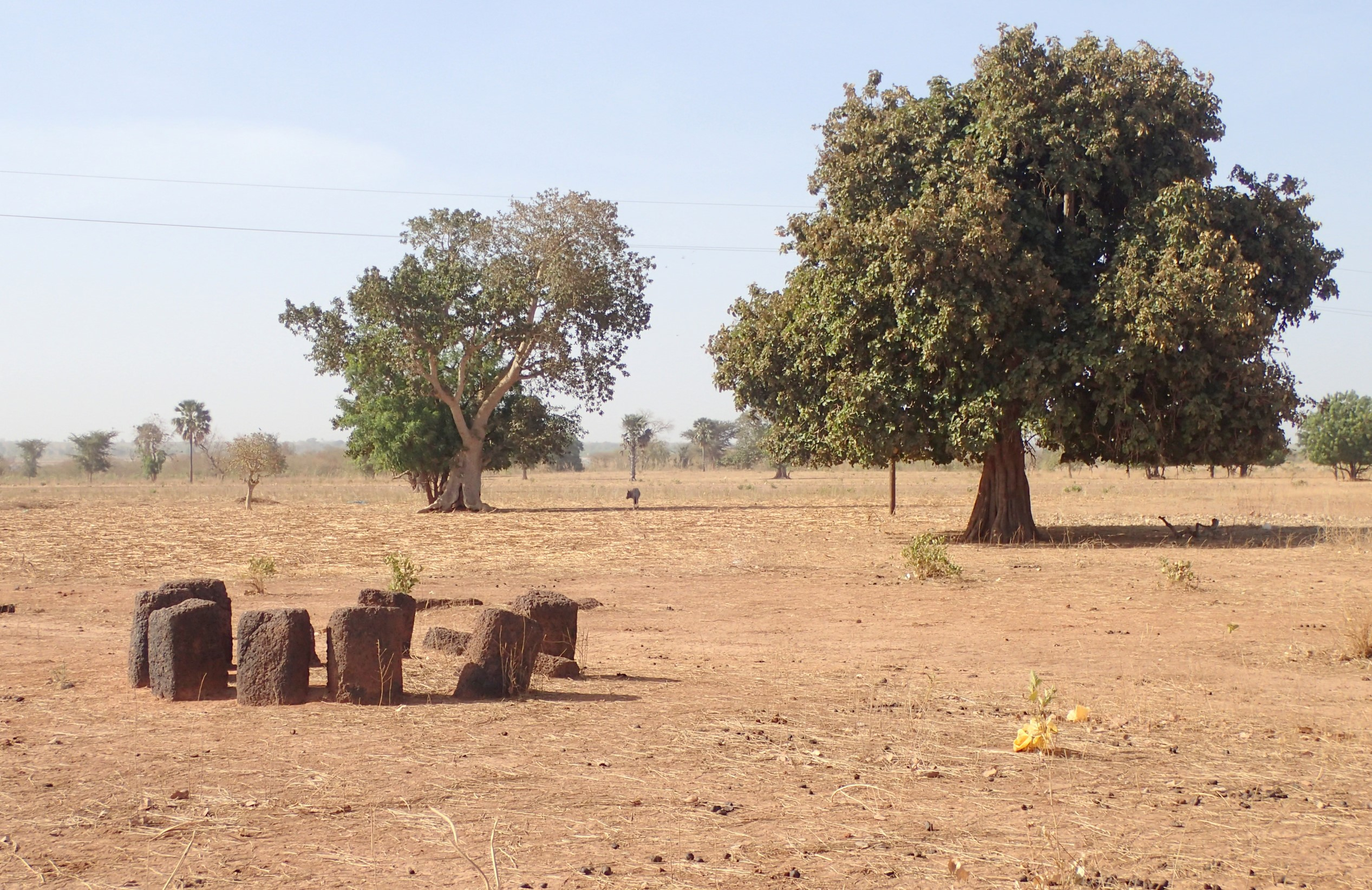
Steinkreis bei Kabakoto

- Steinkreise von Médina Sabak, bei Médina Sabak, Senegal
- Steinkreise von Niani Maru,[4] im Nianimaru Forest Park, Gambia
- Steinkreise von Nioro Kunda[5]
- Steinkreise von N’jai Kunda,[6] bei N’jai Kunda, Gambia
- Steinkreise von Palan Mandika
- Steinkreise von Payoma
- Steinkreise von Sine Ngayène, bei Sine Ngayène, Senegal (Welterbebestandteil)
- Steinkreise von Wanar, bei Wanar, Senegal (Welterbebestandteil)
- Steinkreise von Wassu, bei Wassu, Gambia (Welterbebestandteil)
- Steinkreise von Windé Walo